# يدة لو (قشلاق الجنوبي)
یدة لو (بالفارسية: ایده لو) هي منطقة سكنية تقع في إيران في قسم قشلاق الجنوبي الريفي.